# 托鲁维亚德索里亚
托鲁维亚德索里亚，是西班牙卡斯蒂利亚-莱昂索里亚省的一个市镇。总面积53平方公里，总人口94人（2001年），人口密度2人/平方公里。